# Greatest Hits: My Prerogative (video)
Greatest Hits: My Prerogative je video kompilacija ameriške glasbenice Britney Spears. DVD je založba Jive Records izdala 9. novembra 2004 kot dodatek h kompilaciji z največjimi uspešnicami istega imena. DVD je vseboval vse videospote Britney Spears za single, izdane med letoma 1998 in 2004, vključno z neizdanim materialom za videospot pesmi »Outrageous«. Vključuje tudi alternativne verzije videospotov in neizdane fotomontaže.
DVD-ju so glasbeni kritiki dodelili v glavnem pozitivne ocene, ki so hvalili njegovo avdio ter slikovno kvaliteto in menili, da DVD Britney Spears zares prikaže kot odlično izvajalko. DVD Greatest Hits: My Prerogative je debitiral na vrhu lestvice najbolje prodajanih DVD-jev v Avstraliji, na drugem mestu lestvice na Madžarskem in deveto mesto lestvice v Združenih držav Amerike. Prejel je tudi dvakratno platinasto certifikacijo v državah, kot so Argentina, Avstralija in Združene države Amerike.

## Ozadje
13. avgusta 2004 je Britney Spears preko svoje založbe Jive Records oznanila, da bo 16. novembra tistega leta izdala svojo prvo kompilacijo z največjimi uspešnicami, naslovljeno Greatest Hits: My Prerogative. DVD z videospoti za pesmi Britney Spears naj bi izdali istega dne. DVD so sestavljali štiri dneve, saj so morali skombinirati še vso neurejeno in neizdano gradivo, inštrumentacijo in alternativne videospote. DVD vključuje dve različni verziji - prvi vključuje vse videospote Britney Spears do datuma izida DVD-ja, vključno z neizdanim gradivom za videospot pesmi »Outrageous«, drugi pa prej neizdane alternativne verzije videospotov za pesmi »...Baby One More Time«, »(You Drive Me) Crazy«, »Oops!...I Did It Again«, »Stronger«, »Don't Let Me Be the Last to Know«, »I'm a Slave 4 U«, »Toxic«, »Everytime« in »My Prerogative«, poleg tega pa še alternativne verzije novih vokalnih remixov za pesmi »(You Drive Me) Crazy« in »I'm a Slave 4 U« ter karaoke verzija pesmi »Toxic« ter skrite fotomontaže tretje alternativne verzije pesmi »My Prerogative«. Kasneje so izid za DVD prestavili 9. novembra 2004.

## Sprejem

### Kritični sprejem
James Griffiths iz časopisa The Guardian je komentiral: »Kraljico popa so zapakirali v tako bleščečo škatlo, da lahko v njej vidiš svoj obraz. Britney Spears je lastno različico pesmi opisala kot 'ultimaten singl za video album' in že po ogledu 20 promocijskih posnetkov temu težko oporekamo. [...] Ob kameri neizprosno zaupa sami sebi, kompulzivno se pretega sredi posebnih učinkov, Britney pa je postala MTV-jev človeški DVD.« Pohvalil je tudi inovativni dvojni različici DVD-ja, vendar je dodal, da »na splošno ni preveč impresiven« in da »moraš biti zelo spreten s tehniko, da sploh kaj najdeš.« Novinar revije Music Week je dejal: »DVD verzija Britneyjinih visokoletečih uspešnic bo izzvala ploske in žvižge. Promovira jo dvajset posnetkov, vsi pa imajo najvišjo možno kvaliteto zvoka in slike.« Spletna stran Allmusic je DVD-ju dodelila štiri zvezdice od petih.

### Dosežki na lestvicah
DVD je 4. decembra 2004 debitiral na devetem mestu Billboardove lestvice najbolje prodajanih DVD-jev. Na lestvici je DVD ostal še dvaindvajset tednov. 15. decembra 2004 je DVD prejel dvakratno platinasto certifikacijo s strani organizacije Recording Industry Association of America (RIAA) za 200.000 prodanih kopij. 22. novembra 2004 je DVD debitiral na vrhu avstralske lestvice najbolje prodajanih DVD-jev, kjer je nadomestil DVD Hell Freezes Over glasbene skupine Eagles. Kasneje je DVD prejel dvakratno platinasto certifikacijo s strani organizacije Australian Recording Industry Association (ARIA) za 30.000 prodanih izvodov. DVD je zasedel tudi dvaintrideseto mesto na lestvici najbolje prodajanih DVD-jev v Avstraliji ob koncu leta 2005. DVD je 8. novembra 2004 debitiral na drugem mestu madžarske lestvice najbolje prodajanih DVD-jev. 1. decembra 2004 je DVD Greatest Hits: My Prerogative prejel dvakratno platinasto certifikacijo s strani organizacije Argentine Chamber of Phonograms and Videograms Producers (CAPIF) za 60.000 prodanih izvodov v Argentini. 9. maja 2005 je DVD za 10.000 prodanih kopij v Mehiki prejel zlato certifikacijo s strani organizacije Asociación Mexicana de Productores de Fonogramas y Videogramas (AMPROFON). DVD Greatest Hits: My Prerogative je prejel tudi platinasto certifikacijo za 15.000 prodanih izvodov v Franciji.

## Seznam pesmi
| Št. | Naslov                               | Pisec | Režiser(ji)      | Dolžina |
| --- | ------------------------------------ | --- | ---------------- | ------- |
| 1.  | „My Prerogative‟                     | Bobby Brown, Gene Griffin, Teddy Riley                                                                        | Jake Nava        | 3:49    |
| 2.  | „Outrageous‟                         | R. Kelly | Dave Meyers      | 0:43    |
| 3.  | „Everytime‟                          | Britney Spears, Annette Artani                                                                                | David LaChapelle | 4:03    |
| 4.  | „Toxic‟                              | Christian Karlsson, Pontus Winnberg, Cathy Dennis, Henrik Jonback                                             | Joseph Kahn      | 3:34    |
| 5.  | „Me Against the Music‟               | Britney Spears, Madonna, Christopher Stewart, Penelope Magnet, Thabiso Nikhereanye, Terius Nash, Gary O'Brien | Paul Hunter      | 4:01    |
| 6.  | „Boys‟                               | Pharrell Williams, Chad Hugo                                                                                  | Dave Meyers      | 3:35    |
| 7.  | „I Love Rock 'n' Roll‟               | Alan Merrill, Jake Hooker                                                                                     | Chris Applebaum  | 3:10    |
| 8.  | „I'm Not a Girl, Not Yet a Woman‟    | Max Martin, Rami Yacoub, Dido                                                                                 | Wayne Isham      | 3:49    |
| 9.  | „Overprotected‟ (Darkchildov remix)  | Max Martin, Rami Yacoub                                                                                       | Chris Applebaum  | 3:36    |
| 10. | „Overprotected‟                      | Max Martin, Rami Yacoub                                                                                       | Billie Woodruff  | 3:53    |
| 11. | „I'm a Slave 4 U‟                    | Pharrell Williams, Chad Hugo                                                                                  | Francis Lawrence | 3:22    |
| 12. | „Don't Let Me Be the Last to Know‟   | Robert Lange, Keith Scott, Shania Twain                                                                       | Herb Ritts       | 3:56    |
| 13. | „Stronger‟                           | Max Martin, Rami Yacoub                                                                                       | Joseph Kahn      | 3:40    |
| 14. | „Lucky‟                              | Max Martin, Rami Yacoub, Alexander Kronlud                                                                    | Dave Meyers      | 4:07    |
| 15. | „Oops!...I Did It Again‟             | Max Martin, Rami Yacoub                                                                                       | Nigel Dick       | 4:11    |
| 16. | „From the Bottom of My Broken Heart‟ | Eric Foster White                                                                                             | Gregory Dark     | 4:34    |
| 17. | „Born to Make You Happy‟             | Andreas Carlsson, Kristian Lundin                                                                             | Billie Woodruff  | 3:34    |
| 18. | „(You Drive Me) Crazy‟               | Max Martin, Rami Yacoub                                                                                       | Nigel Dick       | 3:17    |
| 19. | „Sometimes‟                          | Jörgen Elofson                                                                                                | Nigel Dick       | 3:51    |
| 20. | „...Baby One More Time‟              | Max Martin | Nigel Dick       | 3:56    |

1. »My Prerogative«
2. »Outrageous«
3. »Everytime«
4. »Toxic«
5. »I'm a Slave 4 U«
6. »Don't Let Me Be the Last to Know«
7. »Stronger«
8. »Oops!...I Did It Again«
9. »(You Drive Me) Crazy«
10. »...Baby One More Time«

## Dosežki in certifikacije

### Dosežki
| Lestvica (2004)                                      | Dosežek |
| ---------------------------------------------------- | ------- |
| Avstralija (ARIA)                                    | 1       |
| Madžarska (Mahasz)                                   | 2       |
| Švedska (Sverigetopplistan)                          | 3       |
| Združene države Amerike (Billboard Top Music Videos) | 9       |

|

### Certifikacije
| Država                  | Certifikacija |
| ----------------------- | ------------- |
| Argentina               | 2× Platinasta |
| Avstralija              | 2× Platinasta |
| Francija                | Platinasta    |
| Mehika                  | Zlata         |
| Združene države Amerike | 2× Platinasta |

|}